# Bataille de Palikao
Seconde guerre de l'opium
Batailles
- Bogue
- Bataille des forts de la Rivière des Perles
- Canton (1re)
- Fatshan Creek
- Canton (2e)
- Forts de Taku (1re)
- Forts de Taku (2e)
- Forts de Taku (3e)
- Zhangjiawan
- Palikao

La bataille de Palikao (en anglais : Battle of Palikao, en chinois : 八里桥之战 « La bataille du pont de 8 lieues ») est une bataille décisive menée par les troupes anglaises et françaises pendant l'expédition franco-anglaise en Chine (Seconde guerre de l'opium), dans la matinée du 21 septembre 1860. Elle leur a permis de prendre la capitale Pékin et de défaire l'Empire Qing.

## Bataille
La force combinée franco-anglaise, occupant alors Tianjin, s’attaque à une armée chinoise forte de 30 000 soldats à Baliqiao.
Ce sont les 2e bataillon de chasseurs à pied, 101e régiment d'infanterie et 1er régiment du génie (français) qui prennent le pont de Palikao durant la bataille.
Durant les combats acharnés, la force franco-anglaise inflige de grosses pertes à l'armée chinoise et finit par envahir Pékin.

## Mentions
- Le titre de « comte de Palikao » est conféré au général Charles Cousin-Montauban le 22 janvier 1862.
- Par le décret du 24 août 1864, une voie du 20e arrondissement de Paris a reçu le nom de rue de Pali-Kao, en souvenir de cette bataille.
- L'Usine de Pali-Kao sise dans la même rue est devenue un lieu de création artistique alternative.
- Le groupe Bérurier noir a sorti la compilation La Bataille de Pali-Kao en 1998.
- Une ville baptisée Palikao, depuis renommée Tighennif, a été créée par les Français en Algerie, au sud-est de Mascara.
- Une rue à Lille depuis renommée[évasif]